# Biblioteca Nacional de l'Iran
La Biblioteca Nacional i Arxius de l'Iran (NLAI) o Biblioteca Nacional de la República Islàmica de l'Iran, es troba a Teheran, Iran, i té dotze sucursals a tot el país. És un institut educatiu, de recerca, científic i de serveis autoritzat per l'Assemblea Consultiva Islàmica. El seu president és nomenat pel president de l'Iran. La NLAI és la biblioteca més gran de l'Orient Mitjà i inclou més de quinze milions d'articles a les seves col·leccions.
El 19 de març de 2024, un testimoni ocular va trobar unes deu mil publicacions de la Biblioteca Nacional, entre les que hi havia revistes anteriors a la revolució de 1979 de l'organització de biblioteques i arxius, que van ser destruïdes en secret perquè el govern va afirmar que eren "velles i il·legibles".